# هابيتات
هابيتات (الاسم التجاري لشركة أرجوس المحدودة )، هي علامة تجارية للمفروشات المنزلية في المملكة المتحدة والعلامة التجارية الرئيسية للأدوات المنزلية و هي شركة ضمن مجموعة شركات سينسبري .
تأسست الشركة في عام 1964 على يد السير تيرينس كونران ، ثم اندمجت مع عدد من تجار التجزئة الآخرين في الثمانينيات لإنشاء ستور هاوس بي ال سي ، قبل بيعها لمجموعة إيكانو، المملوكة لعائلة كامبراد ، في عام 1992. في ديسمبر 2009، تم شراء شركة هابيتات من قبل شركة هيلكو ، المتخصصة في إعادة الهيكلة. في 24 يونيو 2011، تم تصفية الشركة وتم إغلاق جميع متاجر هابيتات بالمملكة المتحدة باستثناء ثلاثة في صفقة لبيع سلسلة الأثاث المثقلة بالديون، مع بيع العلامة التجارية ومتاجر لندن الثلاثة إلى هوم ريل جروب . في سبتمبر 2016، اشترت شركة التجزئة البريطانية الشهيرة سينسبري مجموعة شركات هوم ريل جروب، بما في ذلك شركتي أرجوس وهابيتات، مقابل 1.4 مليار جنيه إسترليني (حوالي 1.85 مليار دولار أمريكي).